# フィリップス66
フィリップス66（英語: Phillips 66）はアメリカ合衆国テキサス州ヒューストンに本社を置く石油精製と石油製品の販売会社である。ニューヨーク証券取引所上場企業であり、常時フォーチュン500会社でもある。

## 概要
フィリップス66は石油精製所も持ち、各地のガソリンスタンド（Phillips 66、76、Conocoなど）を通して石油製品（ガソリン、潤滑油など）の販売を行なっている。
フィリップス66は1917年にフランク・フィリップス（Frank Phillips）が創業のフィリップス石油（Phillips Petrolium）の事業として始まり、「Phillips 66」ブランドは1927年に新しいガソリンをアメリカ国道66号線でテストした際に毎時66マイルに達したといわれる時に始まっている。 
2002年にフィリップス石油とコンチネンタル・オイル（Conoco）が合併してコノコフィリップスとなる。2012年にコノコフィリップスの中位・下位事業がスピンオフされて、フィリップス66として分離独立。   現在ニューヨーク証券取引所上場会社（NYSE：PSX）となっている。なお分離時点においてコノコフィリップスはフィリップス66の株を所有していないためコノコフィリップスの子会社というわけではなく、それぞれ独立した企業となる。

## 所有ブランド
フィリップス66は以下のブランドを所有しており、それぞれ潤滑油ブランドおよび燃料（ケンドル除く）ブランドで用いられている。
- コノコ　en:Conoco Inc.
- フィリップス66　en:Phillips 66
- 76　en:76 (Conoco Phillips) 76ルブリカンツ
- ケンドル

なお2016年2月に同年7月1日より潤滑油ブランドをフィリップス66とケンドルに統合すると発表された。統合は潤滑油ブランドのみでフィリップス66、コノコ、76は燃料ブランドとして残される。
この他に、2014年にスペクトラム（Spectrum Corporation、現：フィリップス66スペクトラム（Phillips 66 Spectrum Corporation））を買収した関係で同社の所有するレッドラインも加わっている。

## 参照項目
- コノコフィリップス石油の旧・所有ブランド
- 76